# Dumbéa
Dumbéa – miasto w Nowej Kaledonii - terytorium zależnym Francji, na wyspie Nowa Kaledonia; Drugie co do wielkości miasto kraju z liczbą 35 873 mieszkańców. 

## Współpraca
- Fréjus, Francja
- Punaauia, Francja
- Bessières, Francja
- Lifou, Nowa Kaledonia